# Krasnowka (obwód kurski)
Krasnowka (ros. Красновка) – chutor w zachodniej Rosji, w sielsowiecie gostomlanskim rejonu miedwieńskiego w obwodzie kurskim.

## Geografia
Miejscowość położona jest nad Rieutem (lewy dopływ Sejmu), 9 km od centrum administracyjnego sielsowietu (1-ja Gostomla), 27 km na północny zachód od centrum administracyjnego rejonu (Miedwienka), 38 km na południowy zachód od Kurska, 23 km od drogi magistralnej (federalnego znaczenia) M2 «Krym».
W chutorze znajdują się 2 posesje.
Klimat
Miejscowość, jak i cały rejon, znajduje się w strefie klimatu kontynentalnego z łagodnym ciepłym latem i równomiernie rozłożonymi opadami rocznymi (Dfb w klasyfikacji klimatów Köppena).

## Demografia
W 2010 r. chutor nie był zamieszkany.